# Scarpa con tacco

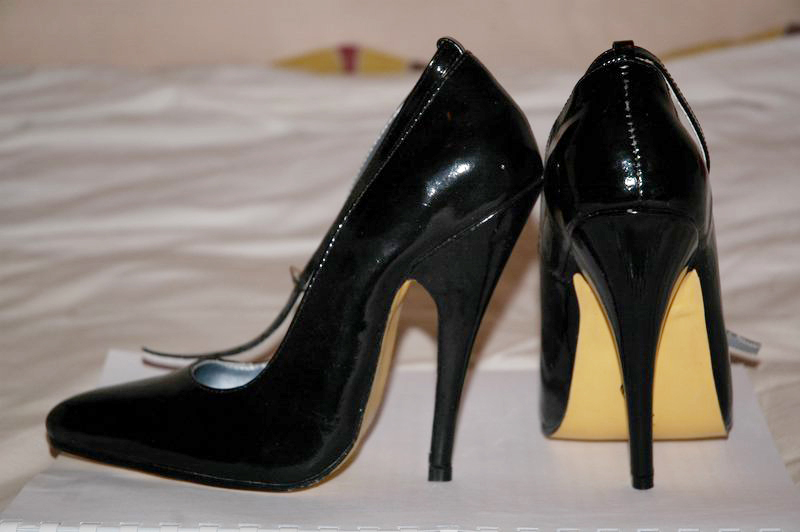
Scarpa con tacco verniciata di nero

La scarpa con tacco è un tipo di calzatura con un rialzo di diversi centimetri, applicato all'estremità posteriore della suola, sotto al calcagno, (distinta dalla scarpa con la zeppa che è lunga tutta la suola) per dare maggiore altezza a chi la indossa. Questa è realizzabile in diversi materiali, forme e dimensione.

## Storia

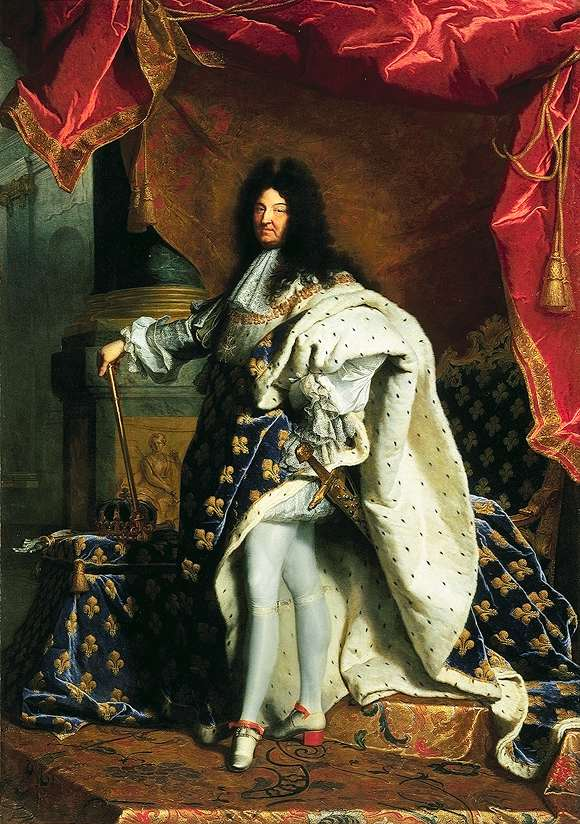
Luigi XIV, indossa scarpa con tacco rosso

La storia della scarpa con il tacco è una storia lunga e ricca che risale al X secolo. Furono i cavalieri i primi ad indossare scarpe con il tacco, poiché offrivano maggiore stabilità assicurando il piede alla staffa durante le battaglie. Tendenza che si tradurrà negli stivali da cowboy. La scarpa con il tacco divenne poi di uso quotidiano e durante il periodo medievale sia uomini che donne aristocratiche indossavano scarpe con il plateau (pianelle). Queste permettevano loro di non sporcare la parte inferiore dei vestiti. 
In seguito, il tacco iniziò a sottolineare anche lo status di chi lo indossava: erano i nobili che potevano permettersi sia economicamente che nel pratico di indossare scarpe del genere, non avendo bisogno di lavorare. Luigi XVI veniva spesso ritratto con un paio di scarpe con il tacco di colore rosso, cosa che ispirò a sua volta la nascita delle famose calzature firmate Christian Louboutin. Con Luigi XIV l'utilizzo dei tacchi venne regolamentato, l'altezza del tacco variava a seconda dello status sociale del membro della corte che indossava le scarpe. 
Dopo la rivoluzione francese, le donne si appropriarono dello stile anche se gli storici affermano che la moda della calzatura con tacco femminile iniziò prima in Italia per poi essere utilizzata anche in Francia quando Caterina de' Medici se ne fece disegnare un paio, da un artigiano fiorentino, appositamente per il suo matrimonio.

## Materiali
I materiali con i quali si realizza la scarpa con il tacco sono ad esempio tutti i tessuti e ogni tipo di fibra intrecciata, ma anche legno, cartone, recuperi di cuoio, plastica e gomma con funzione isolante. Il cartone è utilizzato perché si tratta di un materiale decisamente più economico e più leggero rispetto alla vera pelle. In tempi relativamente più recenti sono le materie plastiche ad essere usate per le suole, per poi essere rivestite di pelle o cuoio, e talvolta anche verniciate, mentre per le tomaie vengono usate le tecnofibre. Per i tacchi da rivestire si usano materiali come il polistirolo, invece nel caso di tacchi da verniciare si usa l’ABS.

## Tipologie
Alcune tipologie di scarpe con tacco sono:
- Kitten heels
- Pump/décolleté
- Cut out
- Wedges/zeppa
- Sling backs
- Ankle boots
- Tacco a spillo
- Mary Jane
- Mules
- T-strap
- Stiletto Chelsea
- Ballroom
- Sabot

## Nella cultura di massa

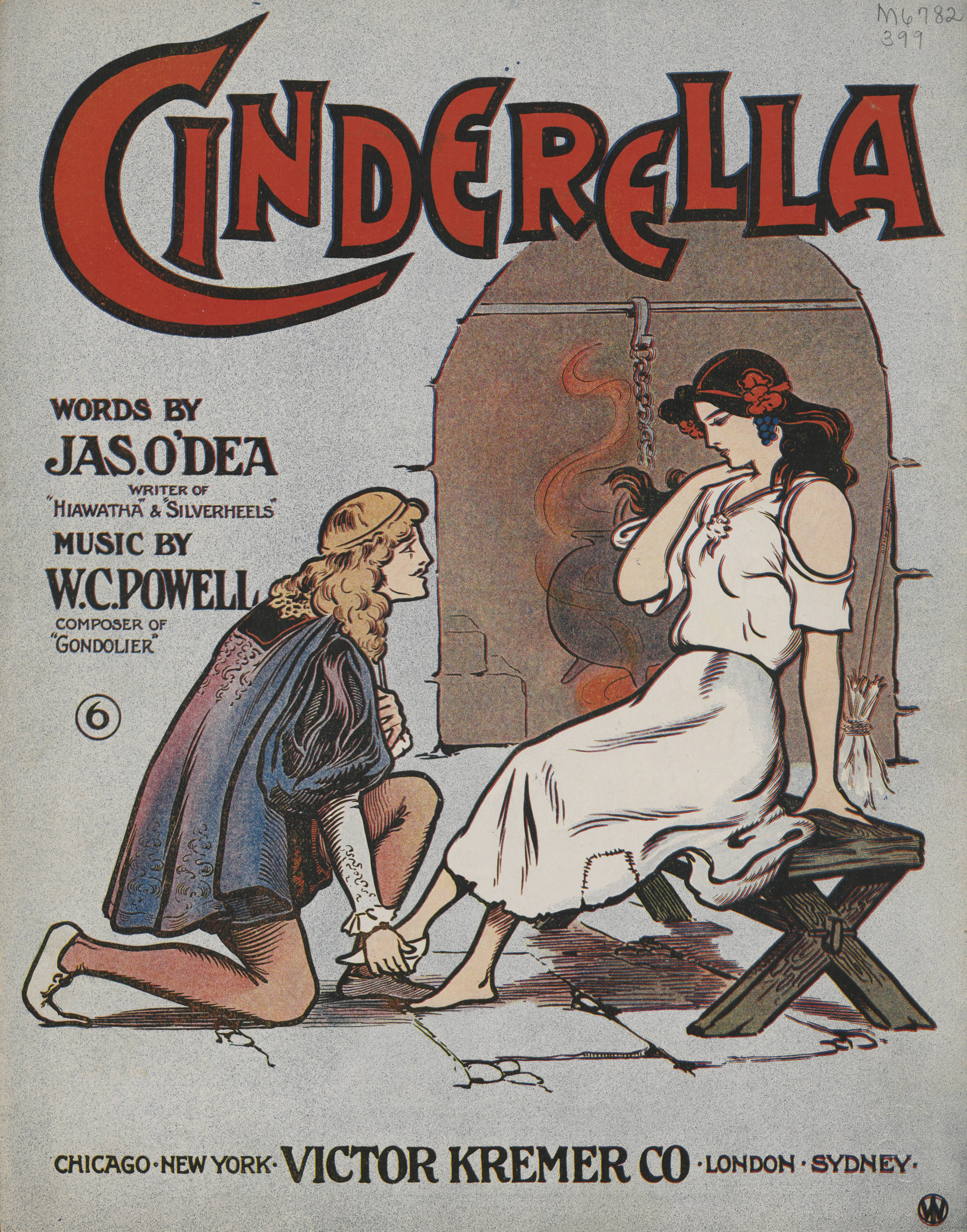
Fiaba di Cenerentola

Le prime apparizioni di scarpe con il tacco rendevano la silhouette femminile provocatoria e affascinante. L'epoca d'oro di Hollywood contribuì decisamente al glamour delle calzature grazie a star come Jean Harlow. Comparvero per la prima volta sul grande schermo nel 1938, con Judy Garland, che indossava una sorta di pantofola con il tacco, color rubino, creata apposta per lei da Salvatore Ferragamo, che durante l’esplosione del fenomeno della cinematografia, divenne il calzolaio per eccellenza delle dive di Hollywood e inventò il brevetto per la zeppa in sughero, per la prima volta nella storia della moda.
Molte celebrità facevano uso della scarpa con il tacco, non solo durante eventi di moda, le prime di un film, eventi di beneficenza, Cannes, la notte degli Oscar, ma anche durante la quotidianità. Così, le scarpette rosse di Doroty del Mago di Oz Marlyn Monroe, come lo stivale in vernice per Catwoman, o le armellino di Alexander McQueen per Lady Gaga, le scarpette cristallo di cenerentola, le “Kettin Heeles” di Audrey Hepburn, le semplice decolteè di Sophia Loren o la Manolo Blahnik di Carrie Bradshaw (Sarah Jessica Parker), protagonista di Sex and the City. La scarpa con il tacco diventa protagonista della vita delle note attrici sopra citate, un obbligo irrinunciabile che salta agli occhi. Diventando parte integrante dello stile di vita dentro e fuori la vita da star. La stessa Donatella Versace non esce mai senza un pantalone a zampa e un paio di tacchi.

### Modi di dire
Esistono modi di dire riferiti ai tacchi:
- Alzare i tacchi = andarsene in fretta
- Avere sotto i tacchi = mancare completamente di qualcosa che non si tiene in alcuna considerazione
- Girare sui tacchi = voltarsi e andarsene
- Il tacco d'Italia = la Puglia
- Mettere sotto i tacchi = valutare pochissimo qualcosa o qualcuno
- Mettersi ai tacchi di qualcuno = mettersi all'inseguimento di qualcuno
- Tenere sotto il tacco = opprimere, schiavizzare